# الحقاري (المخادر)

تعديل مصدري - تعديل

الحقاري محلة تابعة لقرية عساب، التابعة لعزلة المحرم بمديرية المخادر إحدى مديريات محافظة إب في الجمهورية اليمنية، بلغ تعداد سكانها 53 حسب تعداد اليمن لعام 2004.